# Negele Boran
Negele Boran este un oraș din Etiopia.
| Date climatice pentru Negele Boran                   | Date climatice pentru Negele Boran | Date climatice pentru Negele Boran | Date climatice pentru Negele Boran | Date climatice pentru Negele Boran | Date climatice pentru Negele Boran | Date climatice pentru Negele Boran | Date climatice pentru Negele Boran | Date climatice pentru Negele Boran | Date climatice pentru Negele Boran | Date climatice pentru Negele Boran | Date climatice pentru Negele Boran | Date climatice pentru Negele Boran | Date climatice pentru Negele Boran |
| Luna                                                 | Ian                                | Feb                                | Mar                                | Apr                                | Mai                                | Iun                                | Iul                                | Aug                                | Sep                                | Oct                                | Nov                                | Dec                                | Anual                              |
| ---------------------------------------------------- | ---------------------------------- | ---------------------------------- | ---------------------------------- | ---------------------------------- | ---------------------------------- | ---------------------------------- | ---------------------------------- | ---------------------------------- | ---------------------------------- | ---------------------------------- | ---------------------------------- | ---------------------------------- | ---------------------------------- |
| Maxima medie °C (°F)                                 | 28 (82)                            | 28 (82)                            | 28 (82)                            | 25 (77)                            | 24 (75)                            | 24 (75)                            | 24 (75)                            | 24 (75)                            | 26 (79)                            | 25 (77)                            | 25 (77)                            | 26 (79)                            | 25,6 (78,1)                        |
| Minima medie °C (°F)                                 | 12 (54)                            | 13 (55)                            | 13 (55)                            | 14 (57)                            | 12 (54)                            | 13 (55)                            | 12 (54)                            | 12 (54)                            | 12 (54)                            | 13 (55)                            | 12 (54)                            | 11 (52)                            | 12,4 (54,3)                        |
| Ploaie mm (inches)                                   | 8 (0.31)                           | 4 (0.16)                           | 33 (1.3)                           | 172 (6.77)                         | 102 (4.02)                         | 8 (0.31)                           | 6 (0.24)                           | 7 (0.28)                           | 16 (0.63)                          | 119 (4.69)                         | 52 (2.05)                          | 23 (0.91)                          | 550 (21,65)                        |
| Sursă: Sistema de Clasificación Bioclimática Mundial |                                    |                                    |                                    |                                    |                                    |                                    |                                    |                                    |                                    |                                    |                                    |                                    |                                    |